# Isaac van Duynen
Isaac van Duynen, né en avril 1628 à Dordrecht et mort vers 1680 à La Haye, est un peintre du siècle d'or néerlandais.

## Biographie
Après sa formation, peut-être auprès de Jacob Gerritsz. Cuyp, Isaac van Duynen part pour Rome où il reste de 1651 à 1657. Il rentre aux Pays-Bas en 1657 et s'installe à La Haye. En 1665, il devient membre de la Confrérie Pictura lors de sa création.

## Œuvre
Isaac van Duynen est un spécialiste des natures mortes, en particulier avec des poissons et des fruits de mer.